# Помиль (станция метро)
«Помиль» (кор. 범일역) — подземная станция Пусанского метро на Первой линии. Она представлена двумя боковыми платформами. Станция обслуживается Пусанской транспортной корпорацией. Расположена в квартале Помильдон муниципального района Тонку Пусана (Республика Корея). На станции установлены платформенные раздвижные двери.
Станция была открыта 15 мая 1987 года.
Открытие станции было совмещено с открытием участка Первой линии длиной 5,4 км и ещё 5 станцийː «Чунан», «Пусан», «Пусанджин», Чхорян и «Чвачхон».
Станцией метро не связана с одноимённой ж/д станцией линии Тонхэ-Намбу (Пусан — Пхохан), открытой 2 апреля 1943 года.